# A nagy dobás (film, 2015)
A nagy dobás (eredeti cím: The Big Short) 2015-ben bemutatott amerikai életrajzi vígjáték-dráma, amely Michael Lewis azonos című, 2010-es könyve alapján készült.
A filmet Adam McKay rendezte, a főszereplők Christian Bale, Steve Carell, Ryan Gosling és Brad Pitt.
Az Amerikai Egyesült Államokban 2015. december 11-én mutatta be a Paramount Pictures, Magyarországon két hónappal később szinkronizálva, 2016. február 4-én a UIP Duna forgalmazásában.
A legjobb adaptált forgatókönyv kategóriában 2016-ban Oscar-díjat kapott, ezen kívül még négy kategóriában jelölték: a legjobb film, a legjobb rendezés, a legjobb férfi mellékszereplő (Christian Bale), és a legjobb vágás.
A történet a 2007–2008-as pénzügyi válság előzményeit olyan szereplők szempontjából dolgozza fel, akik megértették a folyamatokat, előre megsejtették az összeomlást és anyagilag profitáltak belőle.

## Szereplők
| Szereplő                  | Színész           | Magyar hang         |
| ------------------------- | ----------------- | ------------------- |
| Michael Burry             | Christian Bale    | Fekete Ernő         |
| Mark Baum                 | Steve Carell      | Kassai Károly       |
| Jared Vennett             | Ryan Gosling      | Zámbori Soma        |
| Ben Rickert               | Brad Pitt         | Stohl András        |
| Charlie Geller            | John Magaro       | Csőre Gábor         |
| Jamie Shipley             | Finn Wittrock     | Hevér Gábor         |
| Vinny Daniel              | Jeremy Strong     | Fesztbaum Béla      |
| Danny Moses               | Rafe Spall        | Miller Zoltán       |
| Porter Collins            | Hamish Linklater  | Zöld Csaba          |
| Cynthia Baum              | Marisa Tomei      | Nagy-Németh Borbála |
| Lawrence Fields           | Tracy Letts       | Forgács Gábor       |
| Kathy Tao                 | Adepero Oduye     | Bognár Anna         |
| Georgia Hale              | Melissa Leo       | Csere Ágnes         |
| Evie                      | Karen Gillan      | Nemes Takách Kata   |
| Jelzálog-ügynök           | Billy Magnussen   | Markovics Tamás     |
| Jelzálog-ügynök           | Max Greenfield    | Szatory Dávid       |
| Mr. Chau                  | Byron Mann        | Rajkai Zoltán       |
| Lewis Ranieri             | Rudy Eisenzopf    | Bognár Tamás        |
| Chris                     | Jeffry Griffin    | Czető Roland        |
| Casey                     | Lyle Brocato      | Seszták Szabolcs    |
| Deeb Winston              | Rajeev Jacob      | Penke Bence         |
| Lucy Thalia               | Vanessa Cloke     | Szőlőskei Tímea     |
| Bruce Miller              | Tony Bentley      | Barbinek Péter      |
| Martin Blaine             | Wayne Pére        | Galbenisz Tomasz    |
| Burry alkalmazottja       | Hunter Burke      | Fehér Tibor         |
| Burry alkalmazottja       | Andrew Farrier    | Moser Károly        |
| Burry alkalmazottja       | Dave Davis        | Baráth István       |
| Ted Jiang                 | Stanley Wong      | Pálmai Szabolcs     |
| Ingatlanügynök            | Kate Blumberg     | Udvarias Anna       |
| Sztriptíztáncosnő         | Heighlen Boyd     | Mezei Kitty         |
| Matt                      | Jay Jablonski     | Seder Gábor         |
| Merrill Lynch-alkalmazott | Marcus Lyle Brown | Megyeri János       |
| Moderátor                 | Lara Grice        | Urbán Andrea        |
| Önmaga                    | Margot Robbie     | Solecki Janka       |
| Önmaga                    | Anthony Bourdain  | Kárpáti Levente     |
| Önmaga                    | Richard Thaler    | Végh Péter          |
| Önmaga                    | Selena Gomez      | Bogdányi Titanilla  |

## Díjak és jelölések
- BAFTA-díj (2016) - Legjobb adaptált forgatókönyv: Charles Randolph, Adam McKay
- Oscar-díj (2016) - Legjobb adaptált forgatókönyv: Adam McKay, Charles Randolph
- BAFTA-díj (2016) - Legjobb film jelölés: Dede Gardner, Brad Pitt
- BAFTA-díj (2016) - Legjobb rendező jelölés: Adam McKay
- BAFTA-díj (2016) - Legjobb férfi mellékszereplő jelölés: Christian Bale
- BAFTA-díj (2016) - Legjobb vágás jelölés: Hank Corwin
- Golden Globe-díj (2016) - Legjobb színész - zenés film és vígjáték kategória jelölés: Steve Carell, Christian Bale
- Golden Globe-díj (2016) - Legjobb film - zenés film és vígjáték kategória jelölés
- Golden Globe-díj (2016) - Legjobb forgatókönyv jelölés: Adam McKay, Charles Randolph
- Oscar-díj (2016) - Legjobb film jelölés
- Oscar-díj (2016) - Legjobb rendező jelölés: Adam McKay
- Oscar-díj (2016) - Legjobb férfi mellékszereplő jelölés: Christian Bale
- Oscar-díj (2016) - Legjobb vágás jelölés: Hank Corwin